# Enkrateia
Enkrateia (griechisch ἐγκράτεια, „an der Macht“ - von ἐν (en, „in“) + κράτος (krátos, „Macht“)). Enkrateia kommt von dem Adjektiv enkratês (ἐγκρατής von ἐν (en, „in“), was Besitz, Macht über etwas oder jemand anderen bedeutet + κράτος (krátos, „Macht“)). Daraus ergibt sich die Bedeutung von Macht über sich selbst, Macht über die eigenen Leidenschaften und Instinkte, Selbstkontrolle und Selbstbeherrschung.
Zu Lebzeiten des Sokrates wandelten drei seiner Jünger, Isokrates, Xenophon und Platon, das Adjektiv enkratês in das Substantiv enkrateia um und gaben ihm eine andere Bedeutung: enkrateia bedeutete bei ihnen nicht Macht über etwas oder jemand anderen, sondern Macht über sich selbst, Macht über die eigenen Leidenschaften und Instinkte, Selbstbeherrschung.
Für Aristoteles ist enkrateia das Antonym von akrasia (ἀκρασία von ἀ = ohne + κράτος = Macht, Kontrolle), was so viel bedeutet wie „das Fehlen des Befehls (über sich selbst)“. In diesem Sinne ist enkrateia der Zustand, in dem man wegen seiner positiven Folgen eine bekanntermaßen positive Wahl trifft, im Gegensatz zu akrasia, die der Zustand ist, in dem man eine bekanntermaßen nicht positive Wahl trifft (wegen ihrer negativen Folgen), sie aber dennoch wegen ihrer unmittelbaren Freuden trifft.
Für Xenofon ist die Enkrateia keine besondere Tugend, sondern „die Grundlage aller Tugenden“.
Enkrateia wird im Neuen Testament dreimal erwähnt, in den Tugendlisten in Apg 24,25, Gal 5,23 und 2 Petr 1,6.